# Lattanzio Querena
Pour les articles homonymes, voir Querena.
Lattanzio Querena, (Clusone, 1er novembre 1768 - Venise, 10 juillet 1853) est  un peintre italien qui a été actif à la fin du XVIIIe et au début du  XIXe siècle. Lattanzio Querena est le gendre du célèbre peintre vénitien Antonio Rotta.

## Biographie
Lattanzio Querena est né à Clusone le 1er novembre 1768. Il apprit d'abord la peinture à Vérone auprès de Saverio dalla Rosa et ensuite à Venise comme élève de Francesco Maggiotto. Il a été un peintre de retables et un portraitiste actif à Bergame, Brescia et Venise et a vécu la période du passage du néoclassicisme au romantisme.
Ses œuvres dans les églises de Venise sont nombreuses : une Déposition à San Giovanni e Paolo, une Madone (copie de Sassoferrato) et une représentation du Sacré-Cœur de Jésus à San Maria Formosa ; une Assomption (copie du Titien) au Carmine, un Martyre de San Apollinare dans l'église du même nom. En 1836, il réalise les cartons du Jugement dernier exécuté en mosaïque par Liborio Salandri, sur le portail principal de la basilique Saint-Marc.
Lattanzio Querena est mort à Venise le 10 juillet 1853.
Son fils Luigi est également peintre, auteur de paysages (Abbaye de S. Gregorio à Venise) et de tableaux représentant la Cérémonie de la corne ducale à San Zaccaria et la Chasse au taureau dans la cour du palais ducal au Palazzo Giovanelli à Venise. Le Musée Correr conserve onze de ses pastels, avec des scènes de la révolution de 1848 et de la capitulation de Venise en 1849.

## Œuvres
- La descente de la Croix San Zanipolo, Venise.
- Esquisse préparant l'œuvre Santa Marina Vergine, huile sur toile de 24 cm × 39 cm, église Santa Maria Formosa, Venise.
- Extase de saint François d'Assise Église Nome di Gesù à Venise.
- le Sacré-cœur Église Nome di Gesù à Venise.
- Saint Antoine et l'enfant Jésus Église Santa Maria dei Carmini à Venise.
- Basilique Saint-Marc, façade - Troisième lunette en partant de gauche (portail principal): Liborio Salandri après le carton de Lattanzio Querena Jugement Dernier (1836).
- Apothéose d'Hercule, huile sur toile de 188 cm × 385 cm, Mestre.
- Jésus chassant les marchands du Temple (1813), 540 cm × 270 cm, église de Clusone.

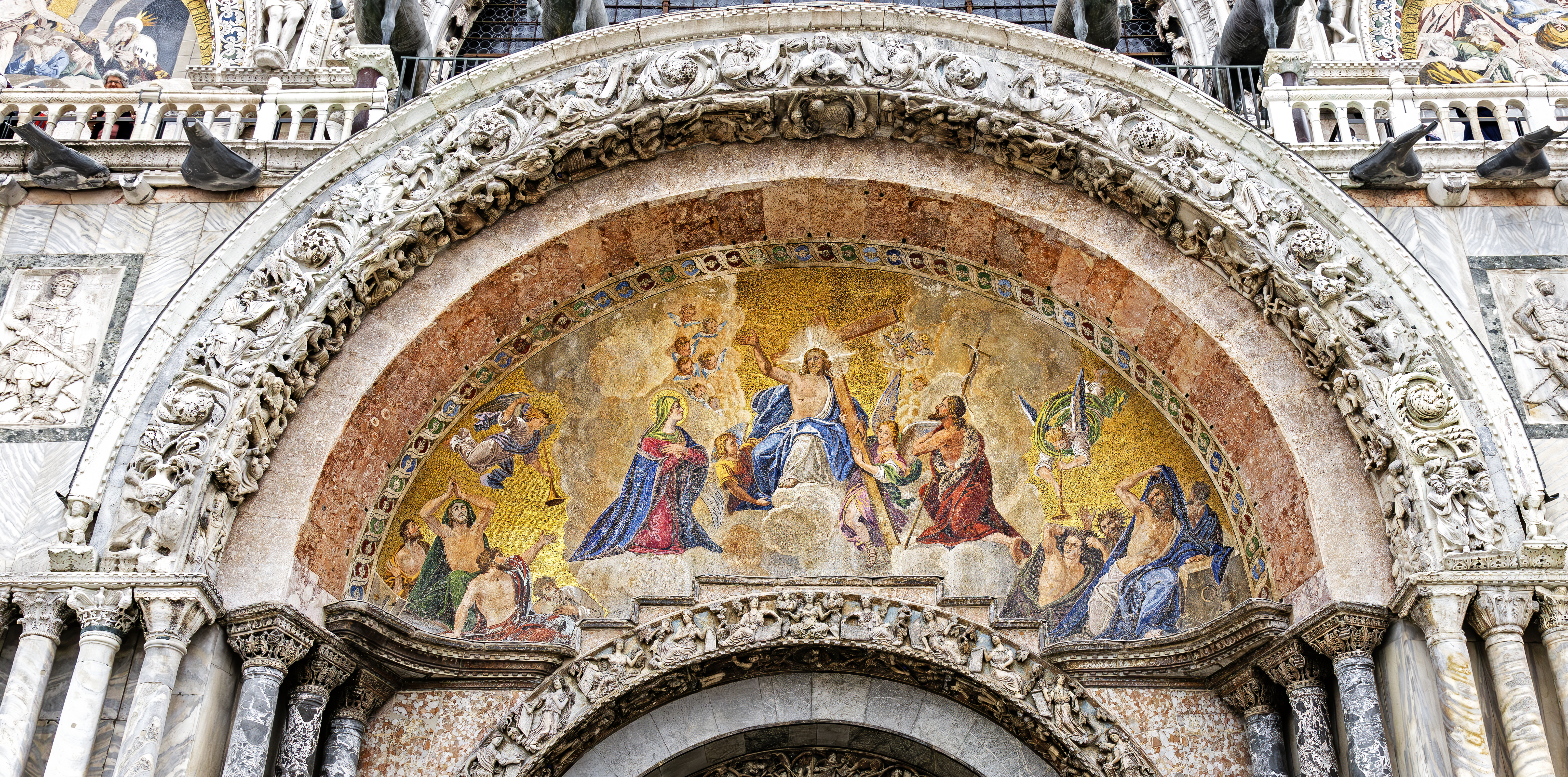
Le Jugement dernier Basilique Saint-Marc
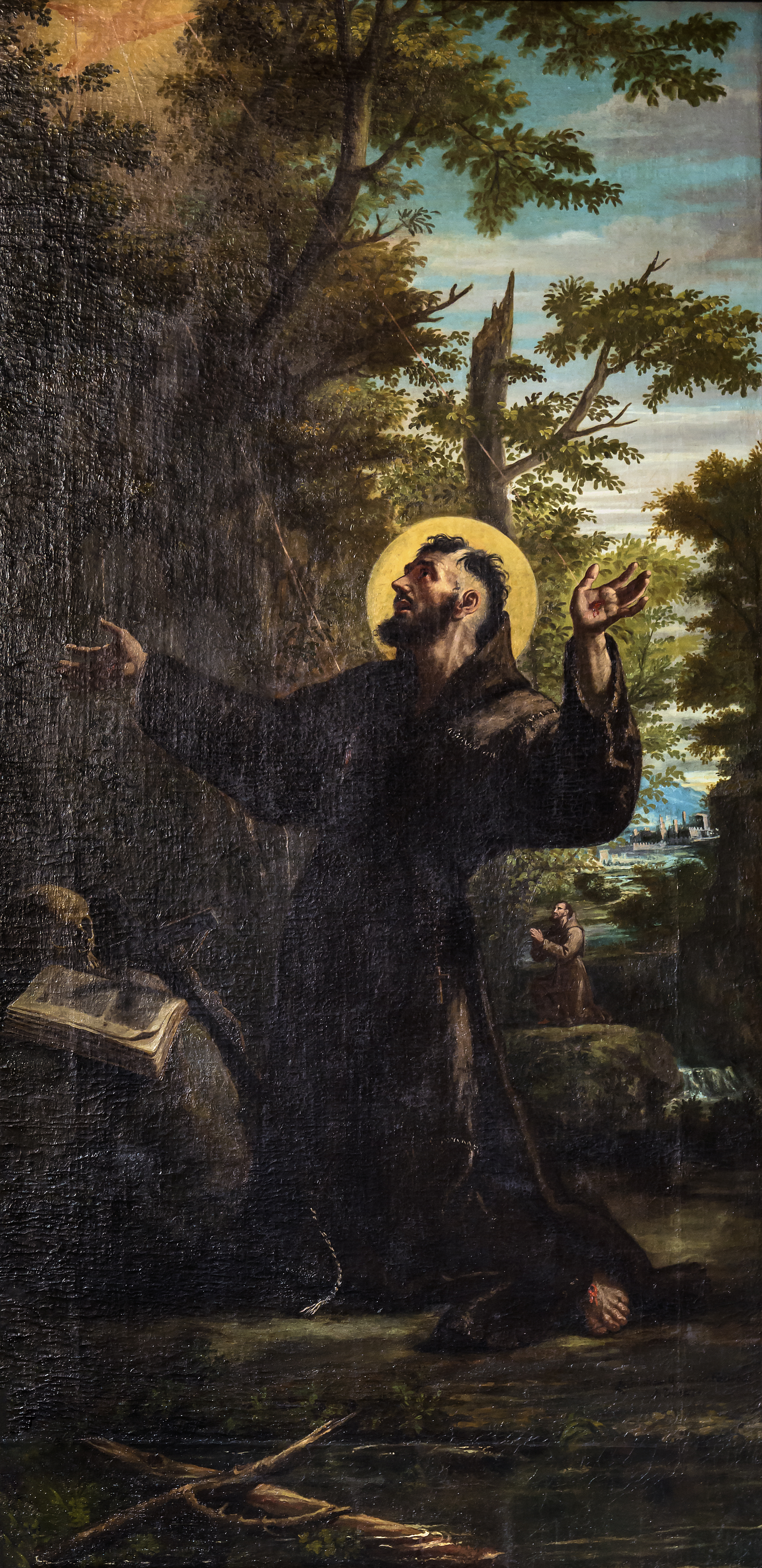
François d'Assise Église Nome di Gesù
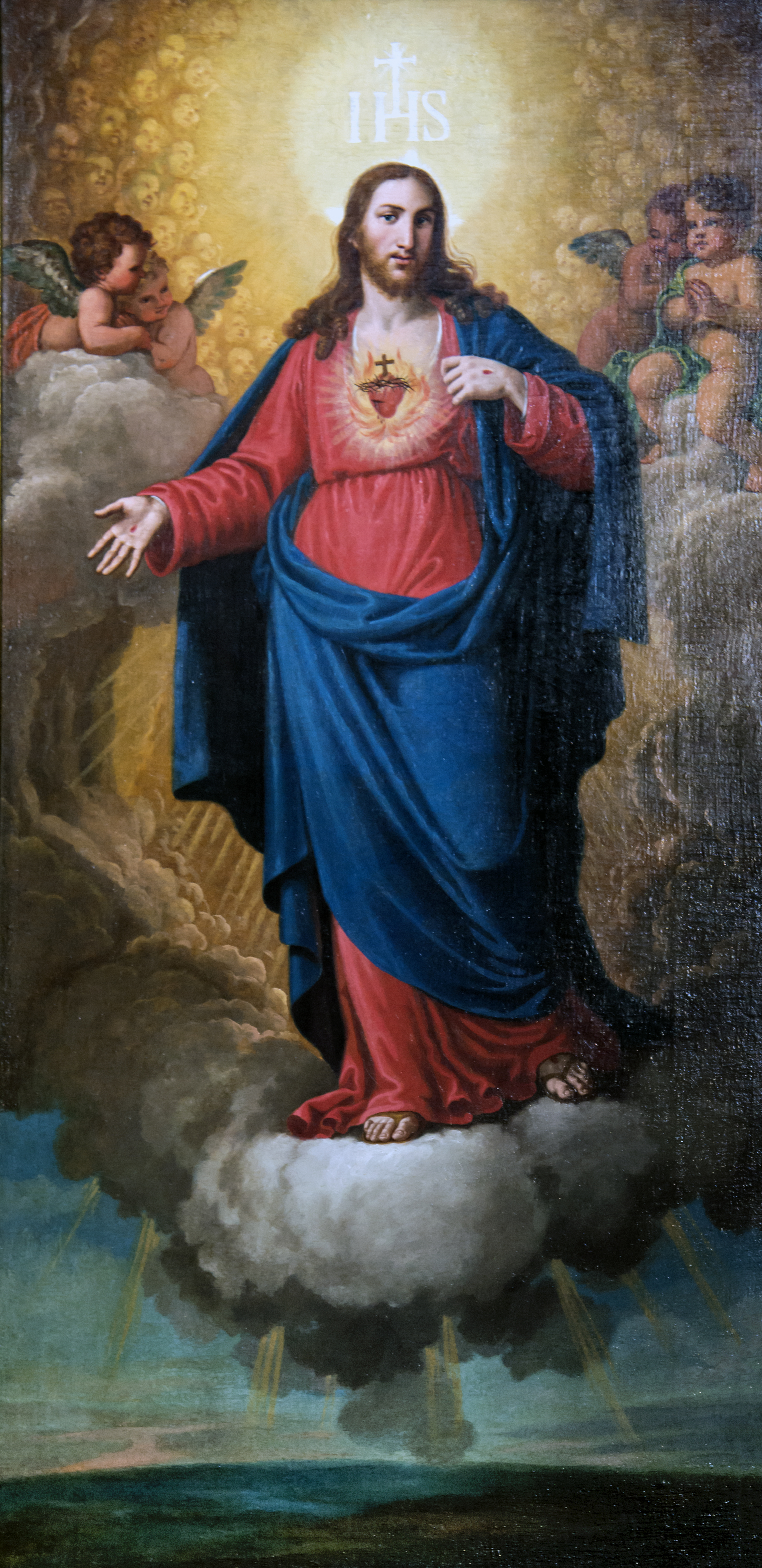
le Sacré-cœur Église Nome di Gesù
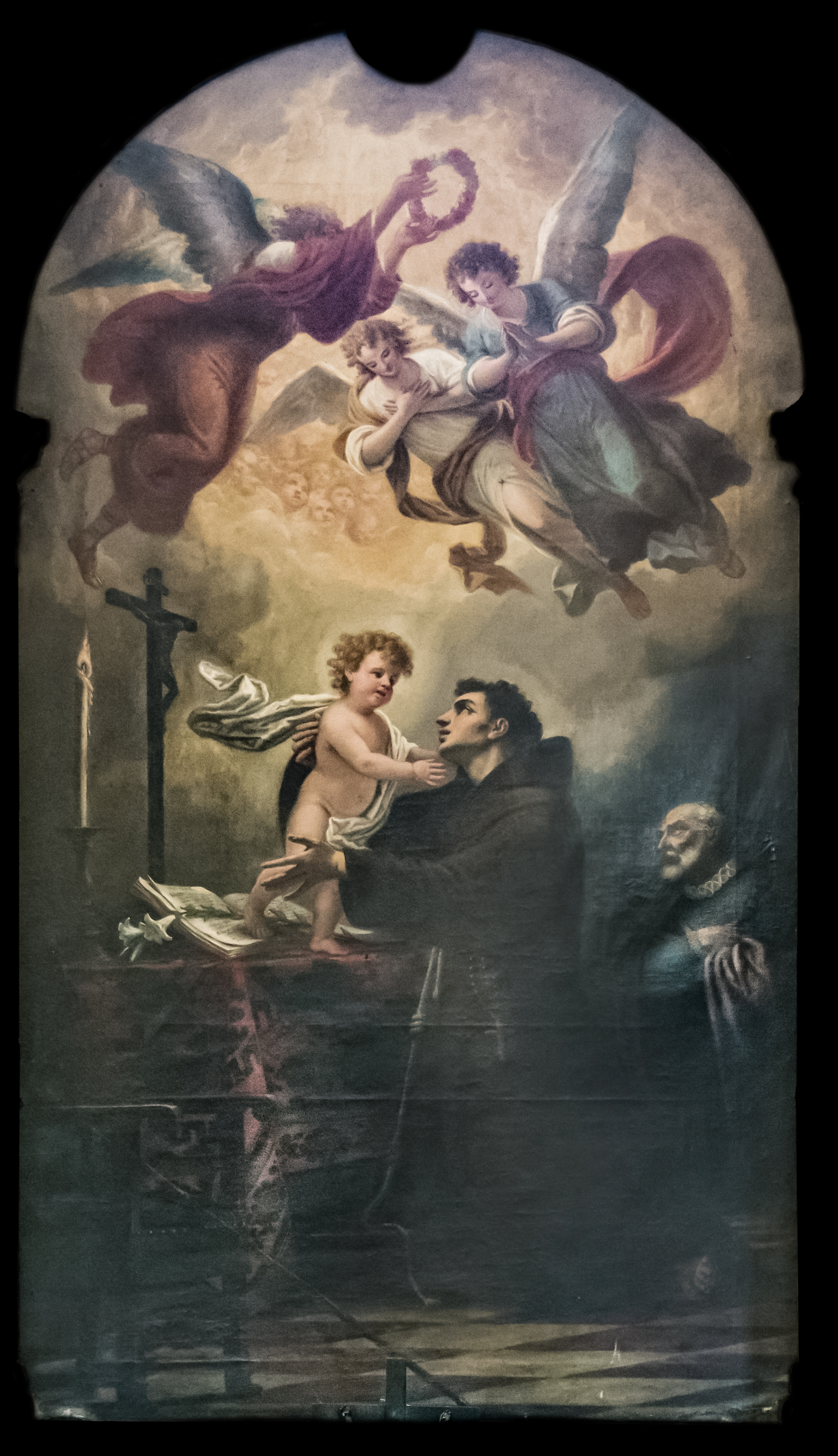
Saint Antoine et l'enfant Jésus Église Santa Maria dei Carmini